# Sorab
Sorab è una suddivisione dell'India, classificata come town panchayat, di 7.424 abitanti, situata nel distretto di Shimoga, nello stato federato del Karnataka. In base al numero di abitanti la città rientra nella classe V (da 5.000 a 9.999 persone).

## Geografia fisica
La città è situata a 14° 22' 60 N e 75° 5' 60 E e ha un'altitudine di 579 m s.l.m..

## Società

### Evoluzione demografica
Al censimento del 2001 la popolazione di Sorab assommava a 7.424 persone, delle quali 3.812 maschi e 3.612 femmine. I bambini di età inferiore o uguale ai sei anni assommavano a 820, dei quali 413 maschi e 407 femmine. Infine, coloro che erano in grado di saper almeno leggere e scrivere erano 5.923, dei quali 3.203 maschi e 2.720 femmine.